# 形意拳
形意拳，又称心意拳、心意六合拳，中国传统武术，属内家拳，流行於中國北方，分成河北、山西、河南3個系統，打法多直行直进。
形意拳发源于山西太谷，山西形拳讲究功力，形鬆意紧，外形不拘一格，打法变幻多端的风格特点。在形意十二形中，重点突出所取动物的进攻技巧，不求形象但求意真的练法，五行中讲究木、火、土、金、水的内涵。
形意拳是中国三大著名内家拳拳种之一（形意、太极、八卦），與少林拳位列中国四大名拳。

## 拳术起源
形意拳尊岳武穆为始祖，其起源可以追溯到清初山西姬际可。据说姬际可於終南山得到岳武穆拳谱，精通六合枪法，後把大枪术化为拳法，创出此拳。姬际可门下，分成河南、山西、河北等不同派系，分化成不同的名字传承，包括心意六合拳、心意拳、形意拳等。把心意拳授與少林寺武僧，少林寺稱之為“心意把”。
现代盛行的形意拳，定型於河北深州李洛能。他至山西，學習戴氏心意拳，之後發展出這門拳術，並定名為形意拳。其門徒眾多，主要分成山西、河北二個系統。李洛能之徒郭雲深，以崩拳聞名，改良了五行拳的架子，創半步崩拳。

## 拳术特点
形意拳具有动作简洁朴实、严密紧凑、沉着稳健、快速完整的特点。
形意拳要求“六合”，即心与意合，意与气合，气与力合，肩与胯合，肘与膝合，手与足合。动作强调上法上身，手脚齐到，一发即至，一寸为先。
其动作大多直来直往，一屈一伸，节奏鲜明，朴实无华，富于自然之美。
发拳时拧裹钻翻，与身法、步法紧密相合，周身上下好像拧绳一样，毫不松懈。
要求身正步稳，宽胸实腹，气沉丹田，刚而不僵，柔而不软，劲力舒展沉实。
拳谚有“起如风，落如箭，打倒还嫌慢”之说。形意拳讲究“三节”、“八要”。三节是：“梢节起，中节随，根节催”。从全身讲，头与上肢为梢节，  形意拳躯干为中节，下肢为根节；上肢以手为梢节，肘为中节，肩为根节；下肢则分为胯、膝、足三节。做到三节的要求，就能保证周身完整一体，内外合一。八要是：三顶（头上顶，有冲天之雄；手外顶，有推山之功；舌上顶，有吞象之容）、三扣（肩扣，则力气到肘；膝胯扣，则全身气凑；手足指掌扣，则周身力厚）、三圆（胸要圆、背要圆、虎口要圆）、三敏（心要敏，眼要敏，手要敏）、三抱（丹田抱，心意抱，两肋抱）、三垂（肩下垂，肘下垂，气下垂）、三曲（臂要曲，腿要曲，腕要曲）、三挺（颈要挺，脊要挺，膝要挺）。这样，就可保证身体各部姿势正确舒展。形意拳包含着丰富的技击理论和技术、战术内容，强调敢打必胜、勇往直前的战斗意识。拳谚说：“遇敌有主，临危不惧”。在战术思想上，主张快速突然，以我为主，交手时先发制人，“乘其无备而攻之，出其不意而击之”，“有意莫带形，带形必不赢”。在攻防技术上，提倡近打快攻，抢占有利位置，“眼要毒，心要奸，脚踏中门裆里钻”，“进即闪，闪即进，不必远求”。形意拳主张头、肩、肘、手、胯、膝、脚七法并用，处  形意拳处可发，“远了便上手，近了便加肘；远了用脚踢，近了便加膝”，并且要求虚实结合，知己知人，相机而行，不可拘使成法，做到“拳无拳，意无意，无意之中是真意”，方算上乘功夫。形意拳的技击理论有6项原则，即工（巧妙）、顺（自然）、勇（果断）、疾（快速、突然）、狠（不容情）、真（使敌难于逃脱），称为"六方之妙"。这6项原则对培养攻防意识，训练技击技术具有指导作用。
形意拳注重力量的训练。第1步功夫是“筑其基，壮其体，使骨体坚如铁石”，为技术提高打下良好基础，这称为“明劲功夫”。第2步要练“暗劲和化劲功夫”，要求周身完整，刚柔相济，精神贯注，形神合一，以意导体，以气发力。可见，形意拳对人体各项生理功能要求是相当高的。形意拳动作中正不倚，打法可刚可柔，不同体质的人都可从事锻炼，近年来医疗体育方面也已采用。

## 流派演化
明末清初姬际可创形意拳，传给山西曹继武：
曹继武传马学礼與戴隆邦。
马学礼所传的河南形意拳一支，今称心意六合拳，一般只在回民中流传。
戴隆邦传之於两儿子戴文龙、戴文熊及妻侄郭维汉。今称戴氏心意拳。戴文雄又传贾大俊、吕海根、河北人李洛能等少数外姓弟子，其中李洛能广收门徒，由此迎来形意拳在近代的大发展：
这一时期其中代表人物是李洛能的8大弟子：山西的车永宏、宋世荣、宋世德、李广亨四人；河北的郭云深、刘奇兰、刘晓兰、贺运亨；北方形意拳逐步衍化为具备地方特色的山西形意拳，又称山西小架，与河北形意拳，又称河北大架。郭云深，创半步崩拳，将形意拳五行拳的孙禄堂，师从李奎元，并得郭云深亲授，兼学程派八卦掌、武氏太极拳，会武学之大成，创孙氏太极拳。刘奇兰，传李存义，在李存义手上，河北形意拳逐渐壮大，成为形意拳的主流。李存义，传尚云祥，开创尚氏形意拳。传薛颠，创象形拳。此外，还有现代少林寺之心意把以及四川梁平县一带流传之金家功。
形意八卦拳
相传郭云深与八卦掌始祖董海川曾经论武相交，认为八卦掌与形意拳在拳理上有互补之功，不禁止门下相互学习，两门之间以兄弟相称，故习形意拳者多同时学习八卦掌，称为形意八卦拳。但考证历史，两派的交流，应该开始于李存义与程廷华，两人均在北京天津一带教拳，两人交情又好，所以河北形意拳门下多同时学习八卦掌，著名的代表人物为孙禄堂、尚云祥、程有龙，程有龙又传于何广、马德山等人，但是他们尚谨守门派之别。真正以形意八卦拳为名授徒，则是开始于河北张占魁一派。意拳
王芗斋，自称为郭云深弟子，自创意拳（晚年又改名为大成拳）。其功法虽脱胎于形意拳门下，但多加入王芗斋本人的心得。王芗斋本人认为此拳为拳技之大成，故名大成拳。自认不列名于形意门下，故许多形意拳门人也不认为此拳为形意拳之分支。五法八象（象形术）
薛颠自称受到灵空禅师传象形术，但有人考证象形术的拳理、心法与形意拳无异。象形术应该是薛颠以形意拳拳理为基础，结合个人体会，加上华佗五禽戏等内功而产生，可视为形意拳的支派。
此外，還有現代少林寺之心意把（類形意拳）以及四川梁平縣一帶流傳之金家功。

## 流派简介

### 河南心意六合拳
馬學禮所傳，分為洛陽派、南陽派。單勢操練原始形式。保存原始之六合十形，加上當地查拳四拳八式。
- 基本樁：龍吊膀
- 單練及套路
  - 四把拳
    - 單把
    - 雙把
    - 三把
    - 四把

  - 踩式推手
  - 古樹擺枝
  - 迎風貫耳
  - 鷹兒撲食
  - 龍折身
  - 虎抱頭
  - 十形
  - 四拳八式
- 步法
  - 雞形步
  - 馬形步
  - 螺旋步

### 山西戴氏心意拳
創編五行拳，兼中醫跌打術。
- 基本樁
  - 蹲猴勢
- 單練及套路
  - 主拳
    - 交際四把
    - 六合四把）

  - 會意拳
    - 五行拳
    - 三拳
    - 七炮
    - 五膀

  - 象形拳
    - 十大形
    - 七小形

  - 單練套路
    - 螳螂閘勢/閘勢捶
    - 聯珠把
    - 連環拳
- 步法
  - 雞形步
- 對練
  - 九套環
  - 五行炮
  - 安身炮
  - 五花炮

### 河北形意拳、山西形意拳
兩派均由李洛能所傳，重單勢操練及樁功。
- 基本樁
  - 三體式（又稱三才式、鷹捉式）
- 步法
  - 雞形步
  - 槐蟲步
- 單練及套路
  - 五行拳
  - 十二形
  - 五行連環拳
  - 鸡形四把
  - 鹞形八式
  - 十二洪捶
  - 雜式捶
  - 拾手藝拳
  - 八字功拳
  - 金剛八勢拳
  - 拳出入洞拳
  - 九套環拳
  - 形意十七勢
  - 盤根
  - 形意散手
- 器械
  - 五行剑
  - 三才剑
  - 纯阳剑
  - 龙形剑
  - 五行刀
  - 五行棍
  - 九州棍
  - 五行枪
  - 连环枪
- 對練
  - 三花炮
  - 五行生剋对练
  - 八式对练
  - 洪捶对练
  - 安身炮对练
  - 九套環
  - 十六把
  - 三才剑对练

### 賈大俊傳形意拳
主要承傳了戴氏所傳的“悟心拳”和“會意拳”部分，根據《形意拳秘法》圖片所示，賈氏所傳的五行拳中，劈、崩二拳與戴氏心意拳相同；而鑽、炮、橫就比較接近李洛能所傳的鑽、炮、橫三拳，其餘「十二形象」（十二形）及其他所練的功、技、法、式與戴氏原傳“心意拳”相同。該派傳與趙萬遠後，又增加了“九九八十一勁”練養功法及七腿、七膝、七肘等技法和三才六合七進等對練套路。
- 起式
  - 提水式（来源请求）
- 內功
  - 正身法
  - 調息法
  - 修心法
- 單練
  - 五法（飛、雲、搖、晃、旋）
  - 八象（龍、虎、馬、牛、象、獅、熊、猿）
- 套路
  - 五法連珠（五法合一）
  - 八象合演
- 器械
除了靈空禪師所傳佛門方便鏟外，其餘的器械套路演示均與形意拳的器械無異。

### 五行拳
戴氏心意拳及形意拳之基礎動作。亦稱“母拳”。以單式動作為主。
根據1929年由海上尚武進德會出版，姜容樵編著的『形意母拳』一書的介紹說：所謂母拳者，即五行拳。相生相尅連環也。此為各形之基礎，故謂母拳。
李洛能與郭雲深時，僅五行連環十二形。

## 流派传承及代表人物
第一代
姬際可：明万历三十年（1602年）－清康熙二十二年（1683年）。字龍峰（一说隆豐，隆凤）。山西蒲州人。传人有曹继武，马学礼。
第二代
曹繼武：清康熙四年（1655年）－？。名曰瑋，字继武。安徽贵池人。十余岁随姬際可学艺。后中武举状元，官至陝西靖遠總鎮都督。传人有戴龍邦。
馬學禮：回族，河南洛阳人。曾伪装成哑巴混入姬際可家偷学武艺，被姬发现后，嘉其志，授之以拳。马亦以曹继武为师。学成后回乡，在回民中创河南心意拳一脉。传人有张志诚，马兴，马三元等。
第三代
戴龍邦：清康熙五十二年（1713年）－清嘉庆七年（1802年）。山西祁县人。曹继武弟子。创山西祁县戴氏心意拳一脉。传次子戴二闾。
马三元：生卒年不详，回族。马学礼之侄。河南形意拳第二代传人。
马兴：河南心意拳第二代传人。
张志诚：河南心意拳第二代传人。
第四代
戴二闾：约清乾隆三十八年（1773年）－清同治二年（1863年）。本名文熊，字义熊。山西祁县人。戴龙邦次子。山西祁县戴氏形意拳第二代传人。传侄戴良栋，李洛能。
第五代
戴良栋：清道光四年（1824年）－民國四年（1915年）。山西祁县人。戴二闾侄。山西祁县戴氏形意拳第三代传人。
李洛能：清嘉庆十三年（1808年）－清光绪十六年（1890年）。名飞羽，字能然。河北深县人。拜师戴二闾。后在心意六合拳基础上创形意拳。传人众多，知名者有车永宏、宋世荣、宋世德、李广亨，郭云深、刘奇兰、刘晓兰、贺运恒八人。
第六代
车永宏：清道光十三年（1833年）－民國三年（1914年）。字毅斋。山西太谷人。李洛能首徒。咸丰六年（1856年）拜师。创车氏形意一脉。传人众多，知名者有李复贞、李发春、白光普、王凤翙、武杰、郭琨、樊永庆、孟兴德、布学宽、刘俭，子车兆俊、车兆杰、车兆烈等。
宋世荣：清道光二十九年（1849年）－民國十六年（1927年）。字约斋。北京大兴人。李洛能高徒。创宋氏形意一脉。传人有贾蕴高、任尔祺、王嗣昌、赵守钰、子宋虎臣、宋青山，侄宋晏彪、宋铁麟等。
宋世德：清咸丰七年（1857年）－民國十年（1921年）。字辅仁。北京大兴人。宋世荣弟，李洛能高徒。无传人。
李广亨：清咸丰九年（1859年）－民國二十三年（1934年）。山西榆次人。李洛能高徒。传人有牛利、白解和、郭崇善、孟振武、田仰武、宁玉璋、李润清等。
贺运亨：生卒不详。李洛能高徒。传人不多。
刘晓兰：清嘉庆二十四年（1819年）－清宣统元年（1909年）。直隶河间府人。李洛能高徒。河北形意拳主要传人。传人有石振发、刘维山、杨扶山、刘轮山、朱春芳、李云山、南云标、王老者、孙宝和、张聚川、陈凤高等。
刘奇兰：清嘉庆二十四年（1819年）－清光绪十五年（1889年）。河北深县人。李洛能高徒。传人有李存义、张占魁、耿继善、周明泰、田静杰、刘凤春、刘德宽，王福元、子刘文华等。
郭云深：清道光九年（1829年）－清光绪二十六年（1900年）。字峪深。河北深州人。李洛能高徒。传人有李奎元、钱砚堂（钱锡采子）、子郭深、子郭圆、许占鳌、魏老率、李振山等。
第七代
李存义：清道光二十七年（1847年）－民國十年（1921年）。原名存毅，字肃堂。後改名存義，字忠元。河北深州人。刘奇兰高徒。创中华武士会。弟子众多，知名者有黄柏年、郝恩光、尚云祥、马玉堂、李星阶、傅剑秋。陈泮岭，田鸿业，薛颠等。
张占魁：清同治四年（1865年）－民國二十七年（1938年）。字兆東，河北河間人。刘奇兰高徒。精通形意拳和八卦掌。创形意八卦掌。弟子极多且杂，知名者有韓慕俠、王俊臣、劉晉卿、裘稚和、李劍秋、趙道新、姜容樵、錢樹樵、張雨亭等。
第八代
韩慕侠：清光绪三年（1877年）－1969年。原名韩金镛。河北天津蘆北口人。张占魁徒。曾授周恩来武艺。
趙道新：清光绪三十三年（1907年）－1990年。天津人。张占魁徒。
钱树樵：1894年－1972年。河北河间人。张占魁徒。弟子有张仁甫、宋庭顺、耿继义、潘荣弟、熊守年、黄万祥等。
姜容樵：1891年－1974年。字光武。河北沧州人。从张占魁习形意拳，八卦掌。一生弟子，著作颇丰。
黄柏年：1880年－1954年。字介梓。河北任邱人。

## 拳譜文獻
- 六合拳
- 岳武穆王拳經
- 守洞塵技
- 解說形意拳經
- 形意拳學
- 形意拳術訣微
- 形意拳術講義
- 形意拳秘法
- 象形拳法真詮

## 外部連結
- 定格：山西形意拳[永久]，三晋热线
- 晉中形意拳 （页面存档备份，存于）